# Saint-Pierre-de-Frugie
Saint-Pierre-de-Frugie je obec v departmentu Dordogne v Akvitánii v jihozápadní Francii.

## Geografie
Sousední obce: Bussière-Galant, Saint-Priest-les-Fougères, La Coquille a Firbeix.

## Památky
- hrad Frugie
- hrad Vieillecour
- kostel sv. Petra a Pavla

## Populace
Počet obyvatel

## Partnerská města
- Romrod